# Гудово (Брянская область)
Гудово — село в Унечском районе Брянской области в составе Высокского сельского поселения.

## География
Находится в центральной части Брянской области на расстоянии приблизительно 16 км на восток-юго-восток по прямой от вокзала железнодорожной станции Унеча.

## История
Основано около 1670 года, первоначально принадлежало стародубскому магистрату, с 1710-х годов во владении Жоравко и других, позднее — генерал-майора М. В. Гудовича. До 1946 года действовала церковь Рождества Богородицы (не сохранилась). В XVII—XVIII вв. входило в 1-ю полковую сотню Стародубского полка. В середине XX века работал колхоз «Третий год пятилетки». В 1980 к селу присоединена деревня Еленск. В 1859 году здесь (село Мглинского уезда Черниговской губернии) учтено было 47 дворов, в 1892—62.

## Население
Численность населения: 317 человек (1859 год), 448 (1892), 125 человек (русские 96 %) в 2002 году, 79 в 2010.